# Interestatal 30
La carretera Interestatal 30 (abreviada I-30) es una autopista interestatal de trazado este-oeste en la región sur de Estados Unidos en los estados de Texas y Arkansas. Su término oeste esta en la Interestatal 20 al oeste de Fort Worth, Texas (map), sigue al noreste a través de Dallas y Texarkana, Texas y finaliza en la carretera Interestatal 40 en North Little Rock, Arkansas (map).

## Largo de la ruta
| Km.    | Estado   |  |  |
|        |          |  |  |
| 360,07 | Texas    |  |  |
| 230,17 | Arkansas |  |  |
| 590,24 | Total    |  |  |

## Principales intersecciones
- Interestatal 20 en Abilene, Texas.
- Interestatal 820 en Fort Worth, Texas dos veces.
- Interestatal 35W en Fort Worth, Texas.
- Interestatal 35E en Dallas, Texas dos veces.
- Interestatal 45 en Dallas, Texas.
- Interestatal 635 en Mesquite, Texas.
- Interestatal 369 en Texarkana, Texas.
- Interestatal 49 en Texarkana, Arkansas.
- Interestatal 430 en Fort Smith, Arkansas.
- Interestatal 440 en Little Rock,  Arkansas.
- Interestatal 530 en Little Rock,  Arkansas.
- Interestatal 630 en Little Rock,  Arkansas.
- Interestatal 40 en North Little Rock, Arkansas.